# Relaciones Japón-Portugal
Las relaciones entre Japón y Portugal describe las relaciones exteriores entre Japón y Portugal. Aunque los marineros portugueses visitaron Japón inicialmente en 1543, las relaciones diplomáticas entre ambos países no se establecieron hasta el siglo XIX.

## Historia

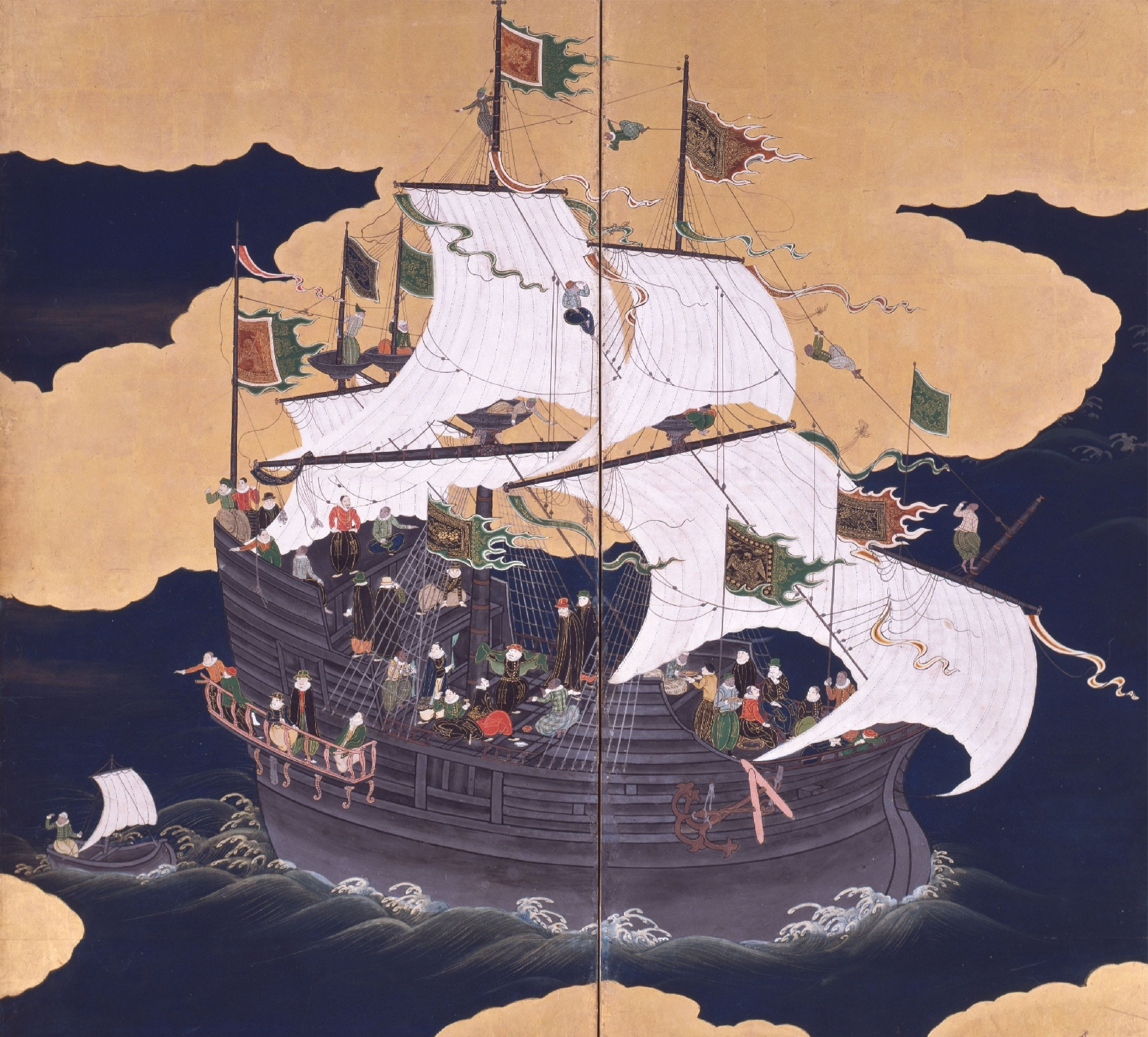
Barco mercante portugués, una carraca, "nau" en Nagasaki, imagen del

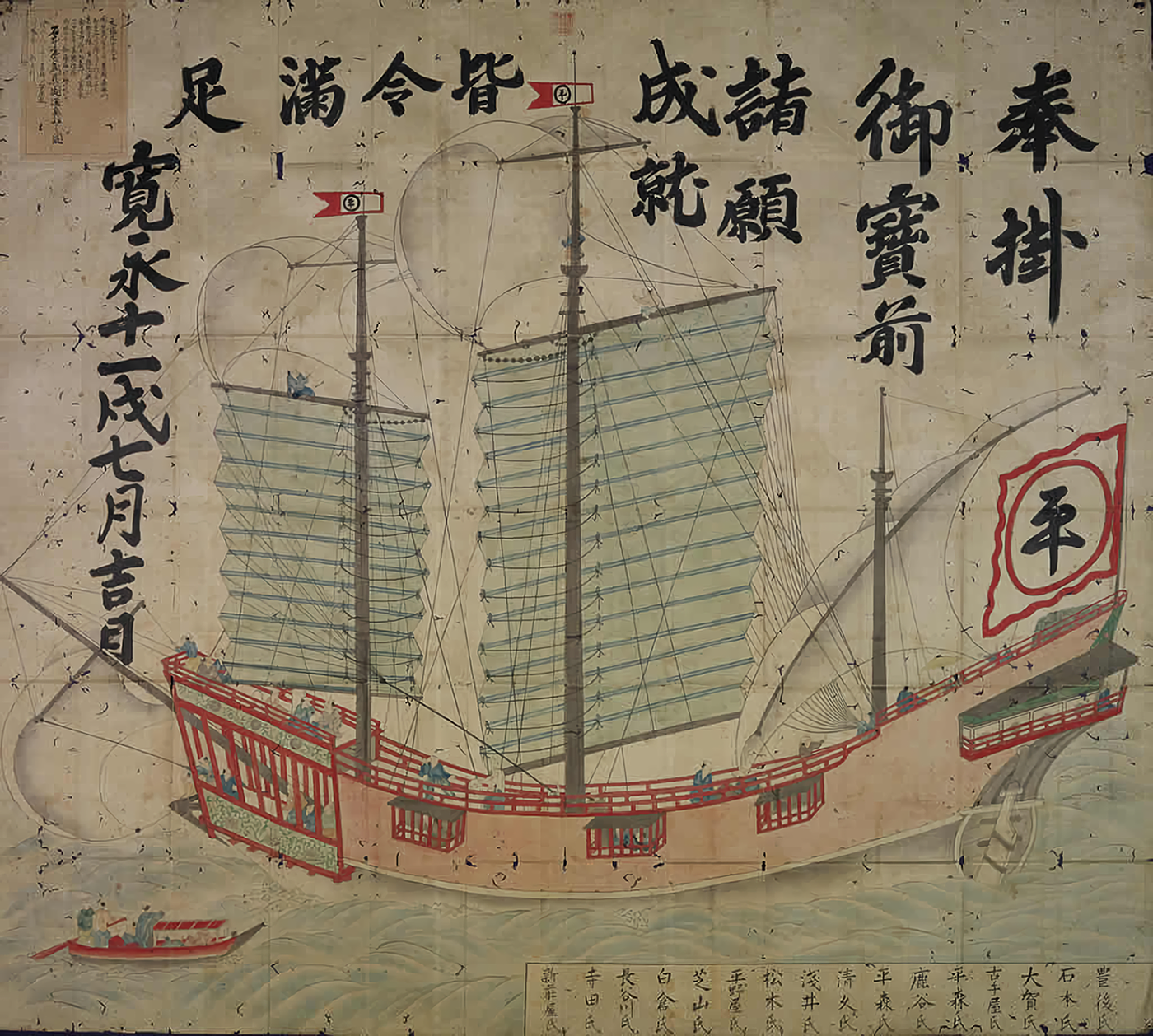
Barco mercante japonés, Barco de foca roja, "Shuinsen" de 1634

La primera afiliación entre Portugal y Japón comenzó en 1543, cuando los descubrimientos portugueses, los primeros europeos en llegar a Japón, desembarcaron en el archipiélago meridional de Japón. Este período de tiempo a menudo se titula comercio Nanban, donde tanto europeos como asiáticos se involucrarían en el mercantilismo.
Los portugueses en este momento encontrarían el puerto de Nagasaki, a través de la iniciativa del jesuita Gaspar Vilela y el señor Daimyo Ōmura Sumitada, en 1571.
La expansión del comercio extendió la influencia portuguesa en Japón, especialmente en Kyushu, donde el puerto se convirtió en un punto estratégico después de la asistencia portuguesa al daimyo Sumitada para repeler un ataque al puerto por el clan Ryūzōji en 1578.
La carga de los primeros barcos portugueses al atracar en Japón era básicamente carga procedente de China (seda, porcelana, etc.). Los japoneses ansiaban estos bienes, que estaban prohibidos por los contactos con los chinos por parte del Emperador como castigo por los ataques de la piratería Wokou. Por lo tanto, los portugueses actuaron como intermediarios en el comercio asiático.
En 1592, el comercio portugués con Japón comenzó a ser cada vez más desafiado por los contrabandistas chinos en sus juncos, además de los barcos españoles que llegaron a Manila en 1600, los holandeses en 1609, y los ingleses en 1613.
Una de las muchas cosas en las que los japoneses estaban interesados eran las armas de fuego portuguesas.
Los primeros tres europeos en llegar a Japón en 1543 fueron los comerciantes portugueses António Mota, Francisco Zeimoto y António Peixoto (también presumiblemente Fernão Mendes Pinto).
Llegaron al extremo sur de Tanegashima, donde introducirían armas de fuego a la población local. 
Debido a que Japón estaba en medio de una guerra civil, llamada el período Sengoku, los japoneses enfundaron armas portuguesas de un mecanismo más ligero y mejor, con un objetivo preciso. El famoso daimyo que virtualmente unificó Japón, Oda Nobunaga, hizo un uso extensivo de armas de fuego (arcabuz) desempeñando un papel clave en la Batalla de Nagashino. En un año, los herreros japoneses pudieron reproducir el mecanismo y comenzaron a producir en masa las armas portuguesas. Y solo 50 años después, sus ejércitos estaban equipados con una cantidad de armas quizás mayor que cualquier ejército contemporáneo en Europa. Las armas fueron extremadamente importantes en la unificación de Japón bajo Toyotomi Hideyoshi y Tokugawa Ieyasu, así como en la invasión de Corea en 1592 y 1597. Los europeos no solo trajeron armas, sino también jabón, tabaco y otros productos desconocidos en el Japón feudal.
Después de que los portugueses primero entraron en contacto con Japón en 1543, se desarrolló una esclavitud en Japón en la que los portugueses compraron japoneses como esclavos en Japón y los vendieron a varios lugares en el extranjero, incluido el propio Portugal, durante el siglo XVI y siglos XVII. Muchos documentos mencionan la gran trata de esclavos junto con las protestas contra la esclavitud de los japoneses. Se cree que los esclavos japoneses fueron los primeros de su nación en acabar en Europa, y los portugueses compraron un gran número de esclavas japonesas para traerlas a Portugal con fines sexuales, como lo señaló la Iglesia en 1555. El rey Sebastián temía que estaba teniendo un efecto negativo en la proselitización católica ya que el comercio de esclavos en japonés crecía a proporciones masivas, por lo que ordenó que fuera prohibido en 1571
Las mujeres esclavas japonesas se vendieron incluso como concubinas, sirviendo en barcos portugueses y comerciando en Japón, mencionado por Luis Cerqueira, un jesuita portugués, en un documento de 1598. Los esclavos japoneses fueron traídos por los portugueses a Macao, donde algunos de ellos no solo terminaron esclavizados al portugués, sino como esclavos de otros esclavos, con los portugueses como esclavos malayos y africanos, que a su vez poseían esclavos japoneses de su propio.
Hideyoshi estaba tan disgustado de que su propio pueblo japonés fuera vendido en masa a la esclavitud en Kyushu, que escribió una carta al viceprovincial jesuita Gaspar Coelho el 24 de julio de 1587 para demandar a los portugueses, siameses ( Tailandia), y los camboyanos dejasen de comprar y esclavizar a los japoneses y devolver a los esclavos japoneses que llegaron hasta la India. Hideyoshi culpó a los portugueses y a los jesuitas por esta trata de esclavos y prohibió el proselitismo cristiano como resultado.
Algunos esclavos coreanos fueron comprados por los portugueses y traídos de Japón a Portugal, donde estuvieron entre los decenas de miles de prisioneros de guerra coreanos transportados a Japón durante las invasiones japonesas de Corea (1592-98). Los historiadores señalaron que al mismo tiempo Hideyoshi expresó su indignación y ultraje por el comercio portugués de esclavos japoneses, él mismo estaba involucrado en un comercio de esclavos masivo de prisioneros de guerra coreanos en Japón..
Fillippo Sassetti vio algunos esclavos chinos y japoneses en Lisboa entre la gran comunidad de esclavos en 1578.
Los esclavos asiáticos portugueses "muy respetados" como los chinos y los japoneses, mucho más "que los esclavos del África subsahariana". Los portugueses atribuyeron cualidades como la inteligencia y la laboriosidad a los esclavos chinos y japoneses, razón por la cual los favorecieron más.
En 1595, Portugal aprobó una ley que prohíbe la venta y la compra de esclavos chinos y japoneses..

## Idioma
Como resultado de la llegada de los portugueses a Japón, después de una afluencia continua de comercio entre Asia y Europa, el vocabulario japonés absorbió palabras de origen portugués, así como el portugués de palabras japonesas.
Entre su gran parte, estas palabras se refieren principalmente a los productos y costumbres que llegaron a través de los comerciantes portugueses.
El portugués fue el primer idioma occidental en tener un diccionario japonés, el Nippo Jisho (日葡辞書, Nippojisho) o "Vocabvlário da Lingoa de Iapam" ("Vocabulario del lenguaje de Japón" en la ortografía antigua), compilado por jesuitas como João Rodrigues, publicado en Nagasaki en 1603.

## Misiones diplomáticas residentes
- Japón tiene una embajada en Lisboa.
- Portugal tiene una embajada en Tokio.

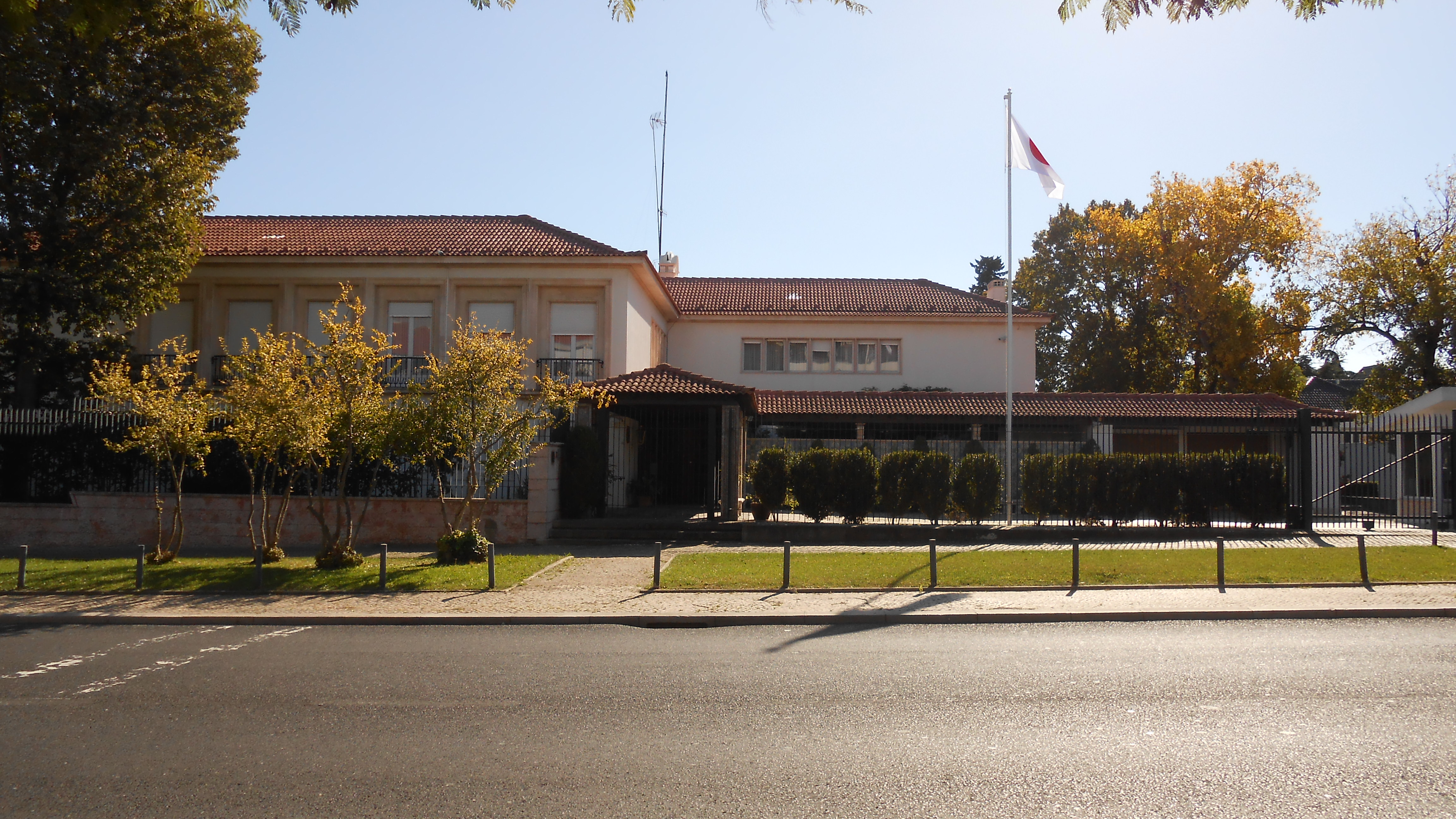
Residencia de la embajada de Japón en Lisboa
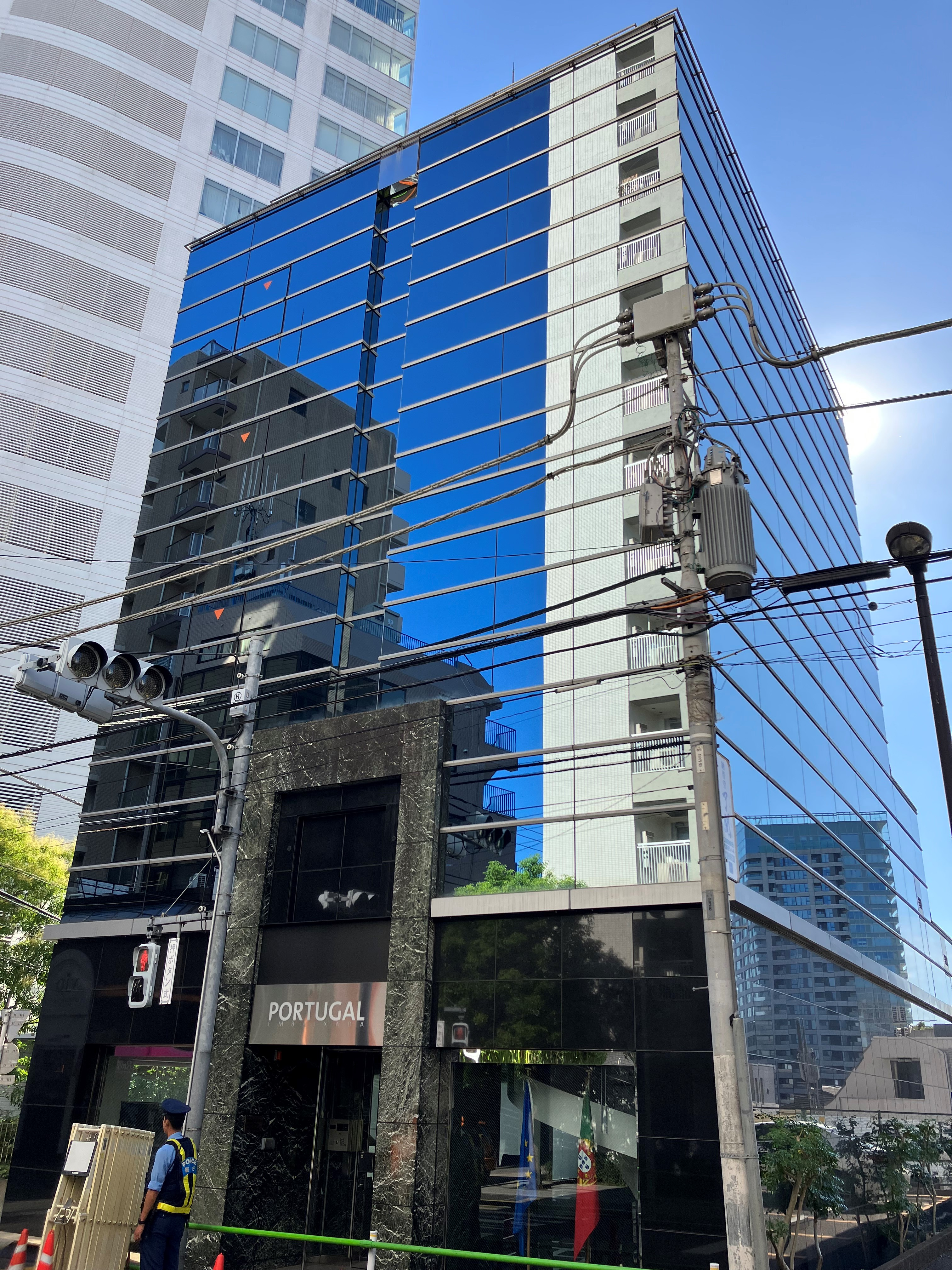
Embajada de Portugal en Tokio